# Amblyomma vikirri
Amblyomma vikirri är en fästingart som beskrevs av Keirans, Bull och Duffield 1996. Amblyomma vikirri ingår i släktet Amblyomma och familjen hårda fästingar. Inga underarter finns listade i Catalogue of Life.